# San Severo

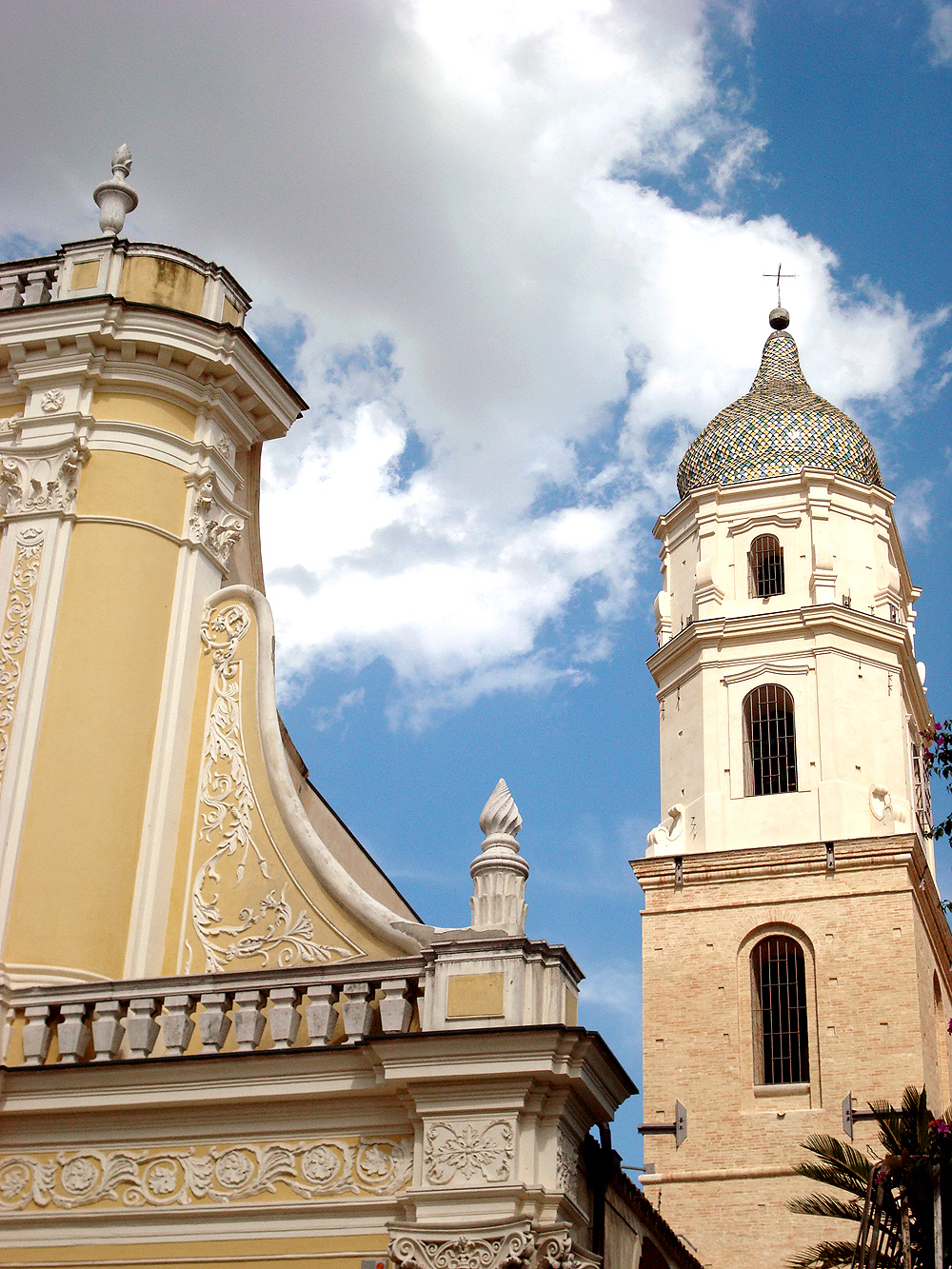
Campanile und Fassadendetail der Kathedrale Santa Maria Assunta

San Severo ist eine italienische Gemeinde (comune) und Stadt mit 49.287 Einwohnern (Stand 31. Dezember 2023) in der Provinz Foggia der Region Apulien.
Die Nachbargemeinden sind Apricena, Foggia, Lucera, Rignano Garganico, San Marco in Lamis, San Paolo di Civitate und Torremaggiore.

## Geschichte
San Severo wurde im 11. Jahrhundert rund um eine kleine Kirche gegründet, die von den Benediktiner-Mönchen von Monte Cassino errichtet wurde. Der Ort entwickelte sich schnell zu einer wichtigen Handelsstadt.
Seit 1580 ist San Severo Sitz des Bistums San Severo, seit 1579 Sitz des Fürstentums Sansevero der Familie di Sangro. 1799 eroberten französische Truppen die Stadt.
1627, 1828 und 1851 erschütterten Erdbeben San Severo. Im Zweiten Weltkrieg war die Stadt zwischen dem 2. April 1944 und dem 3. März 1945 Stützpunkt der United States Air Force.

## Sehenswürdigkeiten
- Santa Maria Assunta (barocke Kathedrale)
- Chiesa Matrice di San Severino (romanische Kirche)
- Palazzo del Vescovo (Palast des Bischofs)
- Palazzo del Seminario (Palast aus dem 17. Jahrhundert)
- Chiesa di San Lorenzo (barocke Kirche aus dem 18. Jahrhundert)
- Chiesa di San Giovanni
- Chiesa delle Celestini (barocke Kirche aus dem 18. Jahrhundert)
- Chiesa di Santa Maria della Pietà (barocke Kirche aus dem 18. Jahrhundert)
- Teatro Verdi

## Städtepartnerschaften
San Severo ist durch eine Städtepartnerschaft mit der französischen Stadt Bourg-en-Bresse verbunden.

## Söhne und Töchter der Stadt
- Matteuccio (1667–1737), Sopranist (Kastrat)
- Felice Canelli (1880–1977), seliggesprochener römisch-katholischer Priester
- Mario Carli (1888–1935), Schriftsteller
- Umberto Delle Fave (1912–1986), Politiker
- Nicoletta Vittoria Spezzati (* 1948), Ordensschwester
- Michele Mastrodonato (* 1965), Boxer
- Michele Pazienza (* 1982), Fußballspieler und -trainer
- Alessandro Potenza (* 1984), Fußballspieler